# Morten Christensen
 Der er flere personer med dette navn, se Morten Christensen (flertydig).
Morten Christensen (født 15. juni 1965 i København) er en dansk tidligere tennisspiller. 
Morten Christensen spillede i årene 1986-95 på det danske Davis Cup-hold og repræsenterede Danmark ved OL i Seoul i 1988, hvor han dog blev slået ud i første runde af turneringen af Slobodan Živojinović. I double nåede han kvartfinalen med Michael Tauson efter to sejre. De tabte til de senere vindere Flach/Seguso fra USA.  
I Davis Cup-sammenhæng besejrede han i single østrigeren Thomas Muster (nr. 62) i forbindelse med Danmarks 3-2 sejr over Østrig. I 1988 vandt han over Emilio Sánchez (nr. 17) i fem sæt, da Danmark vandt 3-2 over Spanien.  
Morten Christensens højeste placering i single på ATP-ranglisten var en plads som nr. 250, som han opnåede den 18. april 1988. I double opnåede han en placering som nr. 104 den 25. august 1986.
Grand slam: Christensen var med ved US Open i double i 1986 og French Open i double i 1987. Han tabte begge gange i 1. runde. 
Christensens bedste resultater i double var en semifinale med Tauson ved ATP-turneringen Båstad i 1986. I 1987 vandt han en Challenger-turnering med Lars-Anders Wahlgren og året efter vandt han én med Tauson og én med Steve Guy.